# Неводарі (Телеорман)
Неводарі (рум. Năvodari) — село у повіті Телеорман в Румунії. Входить до складу комуни Сяка.
Село розташоване на відстані 111 км на південний захід від Бухареста, 31 км на південний захід від Александрії, 121 км на південний схід від Крайови.

## Населення
За даними перепису населення 2002 року у селі проживали 1128 осіб. Рідною мовою 1127 осіб (99,9%) назвали румунську.
Національний склад населення села:
| Національність | Кількість осіб | Відсоток |
| -------------- | -------------- | -------- |
| румуни         | 1123           | 99,6%    |
| цигани         | 5              | 0,4%     |